# Long Island MacArthur repülőtér
A Long Island MacArthur repülőtér (IATA: ISP, ICAO: KISP) regionális repülőtér New York közelében, a várost kiszolgáló öt repülőtér egyike.

## Futópályák
A repülőtér futópályái:
- 06/24 (7006 ft, 150 ft, aszfalt)
- 10/28 (5034 ft, 150 ft, aszfalt)
- 15L/33R (3175 ft, 75 ft, aszfalt)
- 15R/33L (5186 ft, 150 ft, aszfalt)

## Forgalom
Az utasforgalom az elmúlt években az alábbi módon változott:
| Utasok száma | 1 194 266 | 1 297 186 | 1 618 000 | 1 545 000 | 524 000 | 1 105 000 | 1 348 000 |
|              | 2016      | 2017      | 2018      | 2019      | 2020    | 2021      | 2022      |

## Légitársaságok és úticélok
2025-ben a Long Island MacArthur repülőtérről az alábbi járatok indulnak (Utoljára frissítve: 2025-02-11):

### Személy
| Légitársaság       | Célállomások                                                                                    | Refs   |
| ------------------ | ----------------------------------------------------------------------------------------------- | ------ |
| Breeze Airways     | Charleston (SC), Fort Myers, Norfolk, Raleigh/Durham, Sarasota, Vero Beach Szezonális: Richmond | [ 4 ]  |
| Frontier Airlines  | Fort Lauderdale, Orlando, Tampa, West Palm Beach Szezonális: Atlanta, Fort Myers, Myrtle Beach  | [ 6 ]  |
| JetBlue            | Fort Lauderdale, Orlando, West Palm Beach Szezonális: Boston (kezdődik 2025 április 30-tól)     | [ 9 ]  |
| Southwest Airlines | Baltimore, Orlando, Tampa, West Palm Beach Szezonális: Miami                                    | [ 11 ] |